# Bake Off Italia - Dolci in forno
Bake Off Italia - Dolci in forno (en español como Bake Off Italia - dulces en el horno) es un reality show italiano, de la franquicia inglesa The Great British Bake Off y transmitido por el canal italiano Real Time.
Es presentado por Benedetta Parodi, y su jurado está compuesto por Ernst Knam y Clelia D'Onofrio, desde la quinta temporada con Damiano Carrara y desde la octava con Csaba dalla Zorza, cabe resaltar que en la cuarta temporada, estuvo como tercer jurado, el panadero Antonio Lamberto Martino
Cuenta actualmente con 8 temporadas, y su primera ganadora fue Madalina Pometescu.

## Equipo
| Benedetta Parodi         | Presentadora | Presentadora | Presentadora | Presentadora | Presentadora | Presentadora | Presentadora | Presentadora |
| Ernst Knam               | Jurado       | Jurado       | Jurado       | Jurado       | Jurado       | Jurado       | Jurado       | Jurado       |
| Clelia D'Onofrio         | Jurado       | Jurado       | Jurado       | Jurado       | Jurado       | Jurado       | Jurado       | Jurado       |
| Damiano Carrara          |              |              |              |              | Jurado       | Jurado       | Jurado       | Jurado       |
| Csaba dalla Zorza        |              |              |              |              |              |              |              | Jurado       |
| Equipo anterior          |              |              |              |              |              |              |              |              |
| Antonio Lamberto Martino |              |              |              | Jurado       |              |              |              |              |

## Temporadas
| Temporada | Año     | Participantes | Episodios | Ganador/a           | Finalista/s                             |
| --------- | ------- | ------------- | --------- | ------------------- | --------------------------------------- |
| 1         | 2013-14 | 9             | 6         | Madalina Pometescu  | Lucia MosciEmanuele Patrini             |
| 2         | 2014    | 16            | 12        | Roberta Liso        | Stephanie KeuschFederico Prodon         |
| 3         | 2015    | 16            | 12        | Gabriele de Benetti | Patrizia AveIlaria Gerosa               |
| 4         | 2016    | 14            | 21        | Joyce Escano        | Francesca TirantiMattia Albertin        |
| 5         | 2017    | 14            | 16        | Carlo Beltrami      | Tony AnaniaMalindi Donvito              |
| 6         | 2018    | 14            | 16        | Federico de Flaviis | Irene Tolomei<hey Iolanda Casillo       |
| 7         | 2019    | 14            | 18        | Martina Russo       | Hasnaa MacharRiccardo Pagni Rong Hao Wu |
| 8         | 2020    | 14            | 17        | Sara Moalli         | Monia de CarolisPhilippe Chini          |

## Primera temporada (2013-14)

### Participantes
| Nombre             | Procedencia | Edad | Ocupación                | Información                |
| ------------------ | ----------- | ---- | ------------------------ | -------------------------- |
| Madalina Pometescu | Perugia     | 26   | Promotora                | Ganadora                   |
| Lucia Mosci        | Genova      | 25   | Decoradora de interiores | 2.° clasificada (duelista) |
| Emanuele Patrini   | Milán       | 38   | Mánager                  | 3.° clasificado            |
| Elisa Sommariva    | Milán       | 18   | Estudiante               | 6.° eliminada              |
| Andrea Romeo       | Milán       | 23   | Estudiante de Psicología | 5.° eliminada              |
| Marilena La Mura   | Salerno     | 30   | Ama de casa              | 4.° eliminada              |
| Giorgio Paolucci   | Roma        | 36   | Desempleado              | 3.° eliminado              |
| Elena Bettonica    | Milán       | 57   | Ama de casa              | 2.° eliminada              |
| Roberto Corradin   | Modena      | 26   | Entrenador de fútbol     | 1.° eliminado              |

- Datos: Q27334470